# Urożajne (obwód tarnopolski)
Urożajne (ukr. Урожайне; do 1964 roku Babińce) – wieś na Ukrainie, w obwodzie tarnopolskim, w rejonie czortkowskim. W 2001 roku liczyła 313 mieszkańców.   
W II Rzeczypospolitej miejscowość stanowiła początkowo samodzielną gminę jednostkową. 1 sierpnia 1934 roku w ramach reformy na podstawie ustawy scaleniowej została włączona do zbiorowej gminy wiejskiej Dźwiniaczka w powiecie borszczowskim, w województwie tarnopolskim. W 1921 roku gmina Babińce ad Dźwinogród liczyła 360 mieszkańców (186 kobiet i 174 mężczyzn) i znajdowały się w niej 82 budynki mieszkalne. 239 osób deklarowało narodowość ukraińską (rusińską), 102 – polską, 19 – żydowską. 242 osoby deklarowały przynależność do wyznania greckokatolickiego, 98 – do rzymskokatolickiego, 19 – do mojżeszowego, 1 – do innego chrześcijańskiego. 
Według danych z 2001 roku 99,36% mieszkańców jako język ojczysty wskazało ukraiński, 0,64% mieszkańców – rosyjski.
W latach 1944–1945 nacjonaliści ukraińscy z OUN-UPA zamordowali tutaj 14 Polaków.
W czasie okupacji niemieckiej mieszkający w Babińcach Ukraińcy, Mykoła i Julija Krawczukowie oraz Mychajło Kukuruza, udzielali schronienia Żydom. W 2009 roku Instytut Jad Waszem uhonorował ich za to tytułami Sprawiedliwych wśród Narodów Świata.
We wsi znajduje się cerkiew z drugiej połowy XIX wieku.
Do 2020 w rejonie borszczowskim.